# Isthmiella quadrispora
Isthmiella quadrispora är en svampart som beskrevs av Ziller 1968. Isthmiella quadrispora ingår i släktet Isthmiella och familjen Rhytismataceae.   Inga underarter finns listade i Catalogue of Life.